# Hugo Engler
Hugo Carl Engler (* 26. Oktober 1850 in Mannheim; † 24. Dezember 1931 in Dresden) war ein deutscher Lithograf und Fotograf, der den Titel Königlich Sächsischer Hofphotograph trug und vor allem durch Engler’s Postkarten bekannt wurde.

## Leben

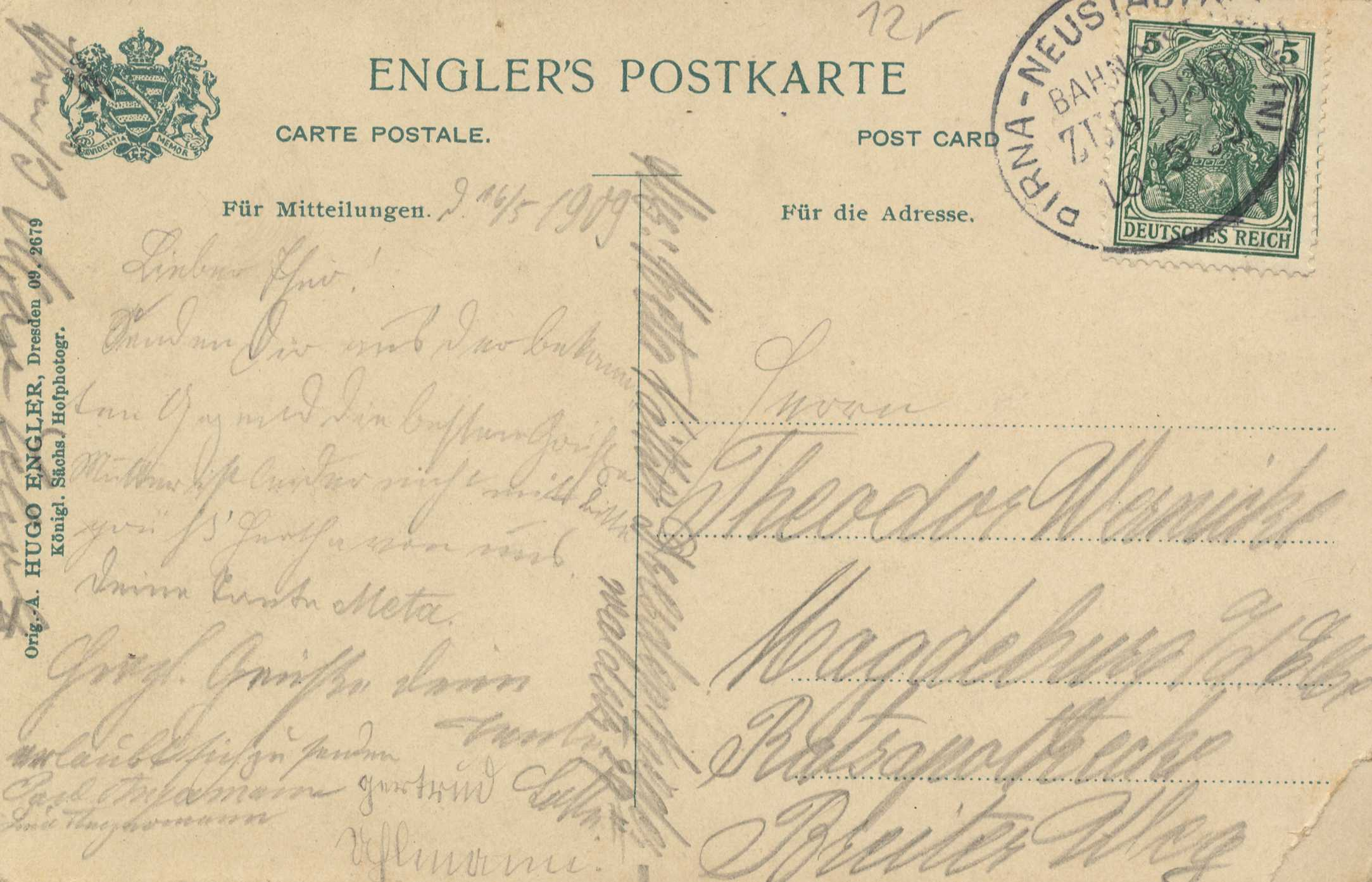
Beispiel für die Rückseite von Engler’s Postkarte

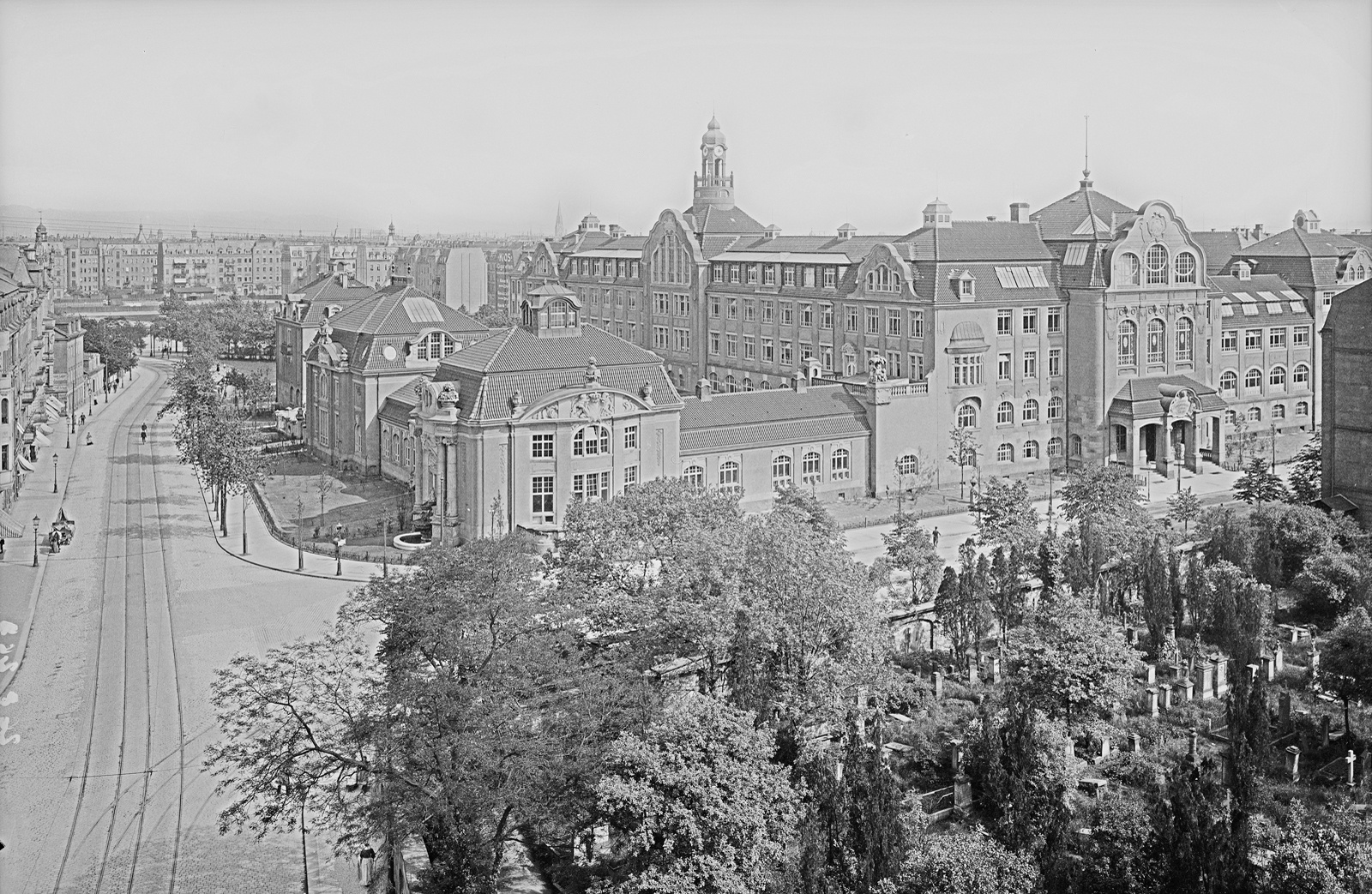
Fotografie der Kunstakademie Dresden von Hugo Engler, ca. 1915

Engler stammte aus Mannheim. Nach dem Schulabschluss absolvierte er eine Lehre zum Lithographen. Nach Abschluss seines Militärdienstes bei der Badischen Feldartillerie stellte er 1875 in der sächsischen Residenzstadt Dresden den Gewerbeantrag auf Zulassung als Photograph in seiner Wohnung Prager Straße 34. Dort betrieb er gemeinsam mit dem Kaiserlich Russischen Hofphotographen Martin Scherer ein Fotoatelier.
Nach dem Tod des bisherigen Hofphotographen Wilhelm Höffert 1901 und der 1903 eingeleiteten Insolvenz gegen die von dessen Witwe und Sohn fortgeführten Firma wurde Hugo Engler neuer Hofphotograph. Fortan führte er auf der Vorder- oder Rückseite der von ihm hergestellten Fotografien und auf allen Ansichtspostkarten das sächsische Wappen mit der Königskrone.
Zuletzt lebte Hugo Engler in Dresden, Reichsstraße 8 I.
Er starb am Heiligabend 1931 und wurde in Dresden-Johannstadt auf dem Trinitatisfriedhof beerdigt. Das Grabmal ist noch vorhanden.

## Familie
Er heiratete Olga Eugenie Simon, die Tochter des Dresdner Kaufmanns, Spitzen- und Weißwarenhändlers Friedrich Anton Simon. Seine Ehefrau starb bereits 1905 im 51. Lebensjahr.